# I Shot the Sheriff
«I Shot the Sheriff» (en español: «Le disparé al Sheriff») es una canción escrita por el cantautor jamaicano Bob Marley. Fue lanzada por primera vez en el álbum de The Wailers Burnin' en 1973. La canción narra la historia de un hombre que reconoce haber disparado al sheriff del pueblo, pero niega haber matado a su ayudante.

## Versiones
Eric Clapton realizó una versión de la canción y fue incluida en su álbum de 1974 461 Ocean Boulevard. Posteriormente fue lanzada como el primer sencillo del álbum y alcanzó la primera posición de la Billboard Hot 100.
Además de Eric Clapton, numerosos artistas han realizado versiones de la canción, incluyendo a Voodoo Glow Skulls, Jaco Pastorius, Knorkator, We Butter the Bread with Butter, Screamin' Jay Hawkins y Warren G.